# Halásznyest
A halásznyest (Pekania pennanti) az emlősök (Mammalia) osztályának ragadozók (Carnivora) rendjébe, ezen belül a menyétfélék (Mustelidae) családjába és a rozsomákformák (Guloninae) alcsaládjába tartozó faj.
Korábban a közeli rokon Martes nembe sorolták (Martes pennanti) néven. Egy 2008-ban lezajlott DNS-hibridizációs vizsgálat nyomán kiderült hogy a halásznyest eléggé elkülönül a Martes nem többi tagjától ahhoz, hogy külön nembe sorolása indokolt legyen, így létrehozták számára a Pekania nemet.

## Elterjedése
Kanada és az Amerikai Egyesült Államok területén honos. Természetes élőhelye az erdők.

## Alfajai
- Pekania pennanti pennanti
- Pekania pennanti columbiana
- Pekania pennanti pacifica

## Megjelenése
A halásznyest rendkívül izmos, testalkata kissé a rókára emlékeztet. Testhossza 70–90 cm, farokhossza 30–50 cm. Szőrének színezete az esetek többségében sötét, csaknem fekete, melybe csak a háton, a fejen és a nyakon keveredik némi szürkés árnyalat. Előfordulhatnak ennél sokkal világosabb példányok is, gesztenyebarnák, sárgásbarnák és sárgásfehérek.

## Életmódja
Fészekforma szálláshelyét fákra építi, gyakran 10-15 méter magasságban . A halász név egyáltalán nem utal életmódjára, hisz halászni nem tud, vadászati szokásait illetően leginkább nyusztra hasonlít.. Tápláléka rágcsálókból áll. A dögöt sem veti meg.

## Szaporodása
A nőstény fán épített vackában 2 -4 kölyöknek ad életet, melyeket nagy odaadással gondoz.